# Marc Papillon
Pour les articles homonymes, voir Papillon (homonymie).
Marc Papillon, seigneur de Lasphrise, dit aussi le capitaine Lasphrise et parfois nommé Marc de Papillon, né près d'Amboise vers 1555 et mort vers 1599, est un poète baroque satirique et érotique français. 

## Biographie
Issu d'une famille méridionale appauvrie par les guerres, orphelin de père, Marc Papillon est élevé par sa mère, Marie du Plessis-Prevost. Il s'engage très jeune dans les armées catholiques y acquérant le nom de Capitaine Lasphrise et s'illustrant notamment à Dormans, La Rochelle, Lusignan, Fontenay... Il fait de nombreux séjours à la Cour, se rallie à Henri IV, avant de se retirer à Lasphrise, près de Tours, vers 1587 pour éduquer en son fief la jeune Marguerite de Papillon, sa fille, qu'il a engendrée dans des circonstances méconnues. Atteint de goutte et de coliques, il mourra en 1599. 
Amoureux peu soucieux des tabous et des conventions, il reste le poète des Amours de Théophile, composées en l'honneur d'une religieuse bénédictine du couvent du Pré, Renée Le Poulchre, dont il fait la connaissance alors qu'elle est novice au couvent du pré et que l'auteur tentera de dissuader de prononcer ses vœux définitifs, sans succès. Il composera sur un ton semblable L'Amour passionnée de Noémie, pour une cousine Noémie-la-Tourangelle, livrant à l'intérieur dudit recueil des pièces remarquables par leur aspect libertin. Il y montre un souci de recherches formelles, ainsi qu'un goût prononcé pour le jeu avec la langue, comme ce sonnet « en langage enfançon » et cet autre « en langue inconnue » qui commence ainsi : 

« Cerdis Zerom deronty toulpinye,
Pursis harlins linor orifieux… »

Il est aussi l'auteur d'une comédie, La Nouvelle tragicomique, et d'œuvres chrétiennes, telles que son Oraison Chrestienne pour dire en mourant. En outre, il versifia son testament.

## Œuvres
- Les Premières Œuvres poétiques du capitaine Lasphrise, 1597[3] ; une seconde édition revue et augmentée a paru en 1599[4].

Études et textes choisis
- « La Nouvelle tragicomique », in Ancien théâtre françois ou Collection des ouvrages dramatiques les plus remarquables depuis les mystères jusqu'à Corneille, 1856[5].
- Marcel Coulon, « Un grand poète inconnu : Marc de Papillon 1555-1599 », Mercure de France, 15 juillet 1932, accessible en ligne
- Margo Manuella Callaghan, Marc Papillon de Lasphrise. Les Amours de Théophile. L'Amour passionnée de Noémie, [édition critique], Genève, Droz, 1979.
- Anna Desreaux, Marc Papillon, capitaine de Lasphrise : poète tourangeau, 1555-1599, Paris, La Boîte à frissons, vers 1987.
- Nerina Clerici Balmas, Un poète du XVIe siècle : Marc Papillon de Lasphrise, Milan-Paris, Cisalpino-Goliardica-Nizet, 1983.
- Nerina Clerici Balmas, Marc Papillon de Lasphrise. Diverses Poésies, [édition critique], Genève, Droz, 1988.
- Gérard Delaisement, Papillon de Lasphrise, poète de Touraine, Chambray-lès-Tours, CLD, 1990.
- Énigmes, recueil illustré de photographies de Philippe Faivre, Absalon, 2008[6].
- Les Énigmes licencieuses, recueil illustré de collages de Claude Ballaré, Finitude, 2008.
- Papillon de Lasphrise. Trente-trois sonnets d'amour, Postface de Jean-Paul Goujon, la guêpine éditions, 2019.
- Thomas Léger, Marc Papillon de Lasphrise. Œuvres complètes, I : Les Amours de Théophile, [édition critique], Reprise Éditions, 2022.
- Audrey Gilles, Marc Papillon de Lasphrise ou les ambivalences du poil, dans « Réforme, Humanisme, Renaissance », 2022/1 (N° 94), pages 65 à 87.

## Postérité
- Hubert Haddad, L'Invention du diable (2022), roman